# Mulčovací kůra

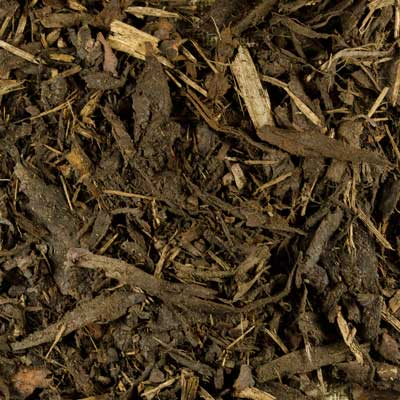
Mulčovací kůra se vyrábí při zpracování dřeva drcením kůry stromů.

Mulčovací kůra je materiál používaný při mulčování, vyrábí se při zpracování dřeva drcením kůry stromů, nejčastěji smrkové, borové a modřínové.
Mulčování je metoda používaná v zahradnictví a zemědělství. Proces mulčování spočívá v obsypání nebo pokrytí okolí rostliny a plochy výsadeb vhodným materiálem, jako je například pokosená tráva, sláma, kůra nebo štěpka, mulčovací fólie a textilie, štěrk apod. Tyto materiály mají především zabránit prorůstání nežádoucí rostlin, ale mají i jiné pozitivní a negativní efekty.
Kůru lze nahradit nebo kombinovat s jinými materiály, jako je štěrk, keramzit, štěpka, oblázky.

## Použití

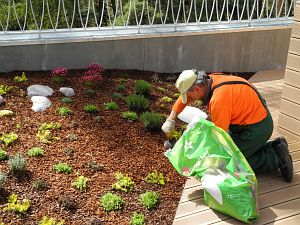
Při zakládání zeleně mulčovací kůra výrazně zvyšuje ujímání rostlin.

Použití mulčovací kůry v zahradách a veřejných výsadbových plochách se na počátku 21. století stalo běžným způsobem, jak v záhonech omezit růst plevelů a v místě vysázených rostlin udržet potřebnou vlhkost půdy. V zimním období dostatečně silná vrstva mulče naopak napomáhá chránit kořenové systémy rostlin proti namrznutí.
Vhodně zvolená mulčovací kůra působí v záhonech a zahradách může působit dekorativním a estetickým dojmem.
Protože se mulčovací kůra postupně rozkládá, je možné ji postupně obměňovat a doplňovat, podle druhu přibližně jednou za 1 až 4 roky. Mulč musí být pro pozitivní efekty připraven z vhodného druhu kůry, která se nerozkládá rychle, použita tam kde nebude vyvívána větrem na chodníky (mobilní zeleň) a splachována dešti ze svahu, v dostatečně ale nikoliv příliš silné vrstvě (podle druhu) do 10 cm. 

## Vlastnosti mulčovací kůry

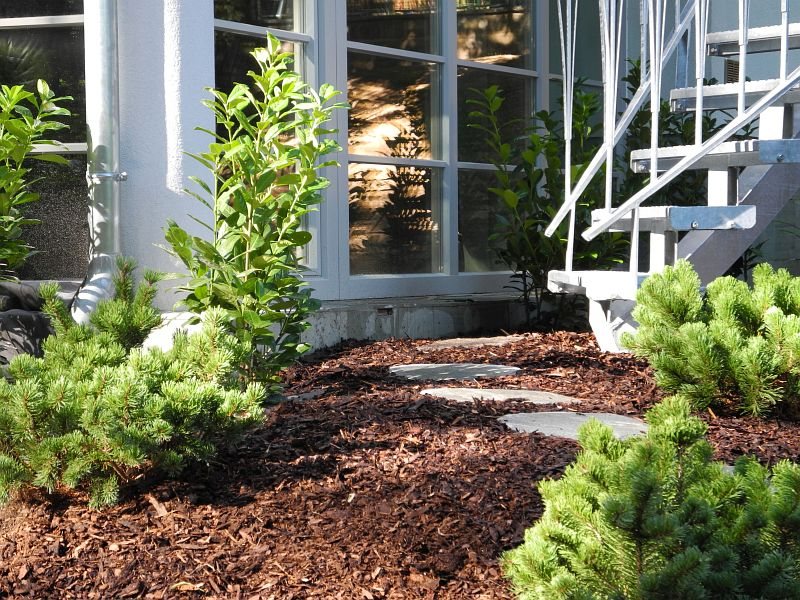
Mulčovací kůra slouží k dekorativnímu zakrytí povrchu půdy.

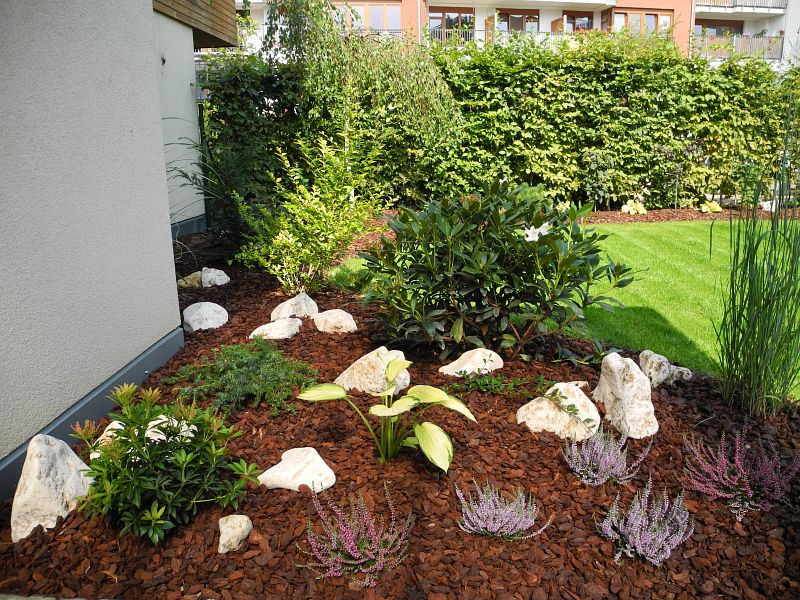
Dekorativní vzhled přírodního produktu je vhodným estetickým doplňkem zahrad.

### Negativní efekty
Při rozkladu kůry dochází k výraznému odebírání živin což může při rychlém rozkladu (smrková kůra) snadno vést až k poškození výživy rostlin a růstu rostlin. Dochází rovněž k okyselování prostředí jenž může vést k fyzilogickým poruchám a samo o sobě poruchám výživy rostlin a růstu rostlin. Okyselení půdy, ovšem prospívá některým druhům rostlin, jako jsou například pěnišníky a další vřesovcovité. Nízké pH snesou i některé další dřeviny, ačkoliv obecně lze říci, že k listnatým dřevinám a trvalkám není běžně používaná kůra vhodným mulčem. V kůře použité jako mulč se často rozvíjejí různé druhy hub z nich některé mohou být nebezpečnými patogeny nebo poškodit oslabené rostliny ve výsadbě. Je popisováno, že jsou běžně prodávány zaplísněné mulčovací kůry. Při přípravě k prodeji je některými výrobci kůra propařována, což podle zdroje zamezuje tvorbě plísní. Nicméně je zřejmé, že propaření a další fyzikální metody jen dočasně omezují výskyt plísní a hub, kterým se ve vlhkém organickém substrátu na stanovišti daří. 
Při rozkladu je kůra zdrojem budoucího půdního humusu a obohacuje půdu o organické živiny. Kůra je snadno odnášena větrem do trávníku, na cesty, je třeba ji udržovat, sesychá se. Je sice levnou náhradou keramzitu, štěrku nebo oblázků, ale je obvykle dražší než štěpka. Obvykle nebývá dostupná v barevných variantách, na rozdíl od štěpky.

### Pozitivní efekty
Pozitivní efekty se projeví především při dostatečné vrstvě mulče:
- kůra podobně jako některé další substráty má dekorativní efekt v kompozici, působí přirozeně
- do značné míry brání růstu plevelů
- mulčovací kůra omezuje výpar vody z půdy a tím snižuje potřebu zálivky
- oproti některým jiným technologiím umožňuje uvolňování plynů z půdy
- omezuje do určité míry namrzání kořenů při holomrazech
- po rozložení nezanechává esteticky nežádoucí nebo nebezpečný odpad, obohatí půdu o humus
- u výsadeb na svažitých pozemcích zabraňuje použití mulčovací textilie a kůry erozi půdy,[7] podle některých zdrojů ale erozi zabrání dokonce i použití samotné kůry.[8]. Podle dalších zdrojů kůra na strmém svahu na agrotextilii nedrží.[9]
- pozitivní vlastnosti mulčování, včetně mulčování kůrou, zlepšují ujímání rostlin po výsadbě a růst v prvních letech
- kůru lze přidávat i do směsí zemin půdy pro vylehčení.